# 1964 في المملكة المتحدة
فيما يلي قوائم الأحداث التي وقعت خلال عام 1964 في المملكة المتحدة.

## سياسة

### تعيين في المنصب
- 30 مايو – أوستن كوري عضو برلمان أيرلندا الشمالية.
- 15 أكتوبر – توني بين Postmaster General of the United Kingdom [الإنجليزية]‏.
- 16 أكتوبر – أليك دوغلاس هيوم زعيم معارضة.
- 16 أكتوبر – جيمس كالاهان مستشار الخزانة.
- 16 أكتوبر – مايكل ستيوارت وزير التعليم [الإنجليزية]‏.
- 16 أكتوبر – هارولد ويلسون رئيس وزراء المملكة المتحدة.
- 27 أكتوبر – إدوارد هيث وزير ظل الدولة الخزانة [الإنجليزية]‏.

### انتهاء فترة المنصب
- 16 أكتوبر – أليك دوغلاس هيوم رئيس وزراء المملكة المتحدة.
- 16 أكتوبر – إدوارد هيث وزير الدولة للأعمال والتجارة [الإنجليزية]‏.
- 16 أكتوبر – جيمس كالاهان وزير ظل الدولة الخزانة [الإنجليزية]‏.

## رياضة
- 1 يناير – بطولة ويمبلدون 1964

## ظهور
- 1 يناير – لغز الكاريبي كتاب من تأليف أجاثا كريستي.

## أفلام
من الأفلام التي صدرت هذه السنة في المملكة المتحدة:
- 1 يناير – الاستمرار في كليو من إخراج جيرالد توماس [الإنجليزية]‏.
- 1 يناير – الرولز رويس الصفراء من إخراج Anthony Asquith [الإنجليزية]‏.
- 1 يناير – القتل أهوي! من إخراج جورج بولوك.
- 1 يناير – القتل شنيع من إخراج جورج بولوك.
- 1 يناير – إصبع الذهب من إخراج غاي هاملتن.
- 1 يناير – بيكيت من إخراج بيتر جلينفيل.
- 1 يناير – حديقة الطباشير من إخراج رونالد نيوم.
- 1 يناير – زوربا اليوناني من إخراج مايكل كاكويانيس.
- 29 يناير – دكتور سترينجلوف من إخراج ستانلي كوبريك.
- 1 مايو – لورد أوف ذا فايلز من إخراج بيتر بروك.

## كتب
من الكتب التي صدرت هذه السنة في المملكة المتحدة:
- 1 يناير – الساعات من تأليف أجاثا كريستي.
- 1 يناير – جنازة في برلين من تأليف لين ديتون.
- 1 يناير – لغز الكاريبي من تأليف أجاثا كريستي.

## مواليد

### يناير
- 1 يناير – بنجامين روس مخرج أفلام بريطاني.
- 1 يناير – تيم فيرث
- 1 يناير – سادي بلانت كاتبة بريطانية.
- 1 يناير – ستيفن نورينون مخرج أفلام بريطاني.
- 1 يناير – كارا سايمور
- 1 يناير – مارتن بريدسون رياضياتي بريطاني.
- 2 يناير – ديفيد برابن
- 10 يناير – توني جاردنر ممثل بريطاني.
- 13 يناير – بيل بيلي
- 14 يناير – مارك جونسون ممثل إنجليزي.
- 17 يناير – ميشيل فيرلي
- 18 يناير – جين هوروكس ممثلة بريطانية.
- 20 يناير – سيمون ويبستر لاعب كرة قدم إنجليزي.
- 21 يناير – داني والاس لاعب كرة قدم من المملكة المتحدة.
- 21 يناير – ستيوارت بايل لاعب كرة مضرب بريطاني.
- 22 يناير – نايجل بن ملاكم من المملكة المتحدة.

### فبراير
- 8 فبراير – تريني وودال
- 25 فبراير – لي إيفانز

### مارس
- 10 مارس – إدوارد
- 17 مارس – لي ديكسون لاعب كرة قدم بريطاني.
- 18 مارس – بول إليوت لاعب كرة قدم إنجليزي.
- 19 مارس – جيك ويبر ممثل إنجليزي.
- 26 مارس – ماريا ميلر سياسية بريطانية.

### أبريل
- 3 أبريل – نايجل فاراج سياسي بريطاني.
- 4 أبريل – بات كلينتون
- 4 أبريل – بول باركر لاعب ومدرب كرة قدم إنجليزي.
- 4 أبريل – جيريمي ماك وليامز متسابق دراجات نارية من المملكة المتحدة.
- 4 أبريل – ميك بيري لاعب كرة قدم بريطاني.
- 20 أبريل – أندي سركيس ممثل إنجليزي، ومخرج ومؤلف.
- 25 أبريل – توني ويلسون ملاكم من المملكة المتحدة.

### مايو
- 1 مايو – ساره تشاتو رسامة من المملكة المتحدة.
- 11 مايو – جون باروت
- 13 مايو – سارا جومر لاعبة كرة مضرب من المملكة المتحدة.
- 13 مايو – لورين ماكينتوش
- 18 مايو – جو كيلي
- 25 مايو – راي ستيفنسون
- 26 مايو – كارل تومسون ملاكم من المملكة المتحدة.

### يونيو
- 4 يونيو – شون برتوي ممثل إنجليزي.
- 13 يونيو – كاثي بورك ممثلة بريطانية.
- 21 يونيو – ديفيد موريسي
- 21 يونيو – دينيسي سوندرز لاعب ومدرب كرة قدم ويلزي.
- 22 يونيو – نيل هادوك
- 23 يونيو – روبرت ديكي
- 25 يونيو – جوني هربرت سائق فورمولا 1 من المملكة المتحدة.
- 28 يونيو – أليكس ستيوارت ملاكم من الولايات المتحدة الأمريكية.

### يوليو
- 3 يوليو – جوان هاريس
- 11 يوليو – كريغ تشارلز
- 22 يوليو – آدم غودلي ممثل إنجليزي.
- 23 يوليو – ماتيلدا زيغلر ممثلة بريطانية.

### أغسطس
- 3 أغسطس – أبهيسيت فيجاجيفا سياسي تايلندي.
- 19 أغسطس – ألان كارتر

### سبتمبر
- 1 سبتمبر – ديف أوهيغنيس موسيقي بريطاني.
- 15 سبتمبر – بيلي هاردي
- 23 سبتمبر – جلين مكروري ملاكم من المملكة المتحدة.

### أكتوبر
- 1 أكتوبر – جون شيريدان لاعب ومدرب كرة قدم أيرلندي.
- 3 أكتوبر – كلايف أوين ممثل بريطاني.
- 4 أكتوبر – كولن ميلر
- 7 أكتوبر – بول ستيوارت لاعب كرة قدم من المملكة المتحدة.
- 7 أكتوبر – موراي جونز
- 8 أكتوبر – أندي كينيدي لاعب كرة قدم اسكتلندي.
- 8 أكتوبر – ايان هارت
- 22 أكتوبر – باول مكستاي لاعب كرة قدم إنجليزي.
- 22 أكتوبر – كريغ ليفين لاعب ومدرب كرة قدم اسكتلندي.

### نوفمبر
- 3 نوفمبر – ستيف والش لاعب كرة قدم إنجليزي.
- 13 نوفمبر – بول غراهام
- 14 نوفمبر – كايتي كاي
- 19 نوفمبر – فيل هيوز لاعب كرة قدم أيرلندي شمالي.
- 19 نوفمبر – نيكولاس باتريك رائد فضاء أمريكي.
- 24 نوفمبر – كونليث هيل ممثل أيرلندي.
- 30 نوفمبر – ريتشارد بريك

### ديسمبر
- 1 ديسمبر – شون ميرفي ملاكم من المملكة المتحدة.
- 3 ديسمبر – توش ماكينلي لاعب كرة قدم إنجليزي.
- 8 ديسمبر – جوليوس فرانسيس
- 17 ديسمبر – مايك رايلي
- 25 ديسمبر – خالد مسعود
- 25 ديسمبر – غاري مكأليستر لاعب كرة قدم اسكتلندي.
- 30 ديسمبر – سوفي وارد

## وفيات

### يناير
- 1 يناير – جولييت ريس ويليامز (مواليد 1898) سياسية بريطانية.
- 7 يناير – ريج بارنيل (مواليد 1911) سائق فورمولا 1 من المملكة المتحدة.

### فبراير
- 24 فبراير – ويليام غاربوت (مواليد 1883) لاعب ومدرب كرة قدم إنجليزي.
- 25 فبراير – ليونارد هاسي (مواليد 1891)

### مارس
- 1 مارس – فرانك ساوثول (مواليد 1904) درّاج طريق من المملكة المتحدة.

### أغسطس
- 12 أغسطس – إيان فليمنج (مواليد 1908)
- 14 أغسطس – ريدفيرس سانجو (مواليد 1936)

### سبتمبر
- 18 سبتمبر – مايلز لامبسون (مواليد 1880) دبلوماسي بريطاني.

### نوفمبر
- 5 نوفمبر – جون روبرتسون (مواليد 1878)
- 28 نوفمبر – ويليام ووكر (مواليد 1897) لاعب ومدرب كرة قدم إنجليزي.

### ديسمبر
- 1 ديسمبر – جون هولدين (مواليد 1892)
- 8 ديسمبر – سيمون ماركس (مواليد 1888) سياسي من المملكة المتحدة.
- 9 ديسمبر – إديث سيتول (مواليد 1887) شاعرة بريطانية.
- 31 ديسمبر – رونالد فيربيرن (مواليد 1889)